# Corpus Speculorum Etruscorum

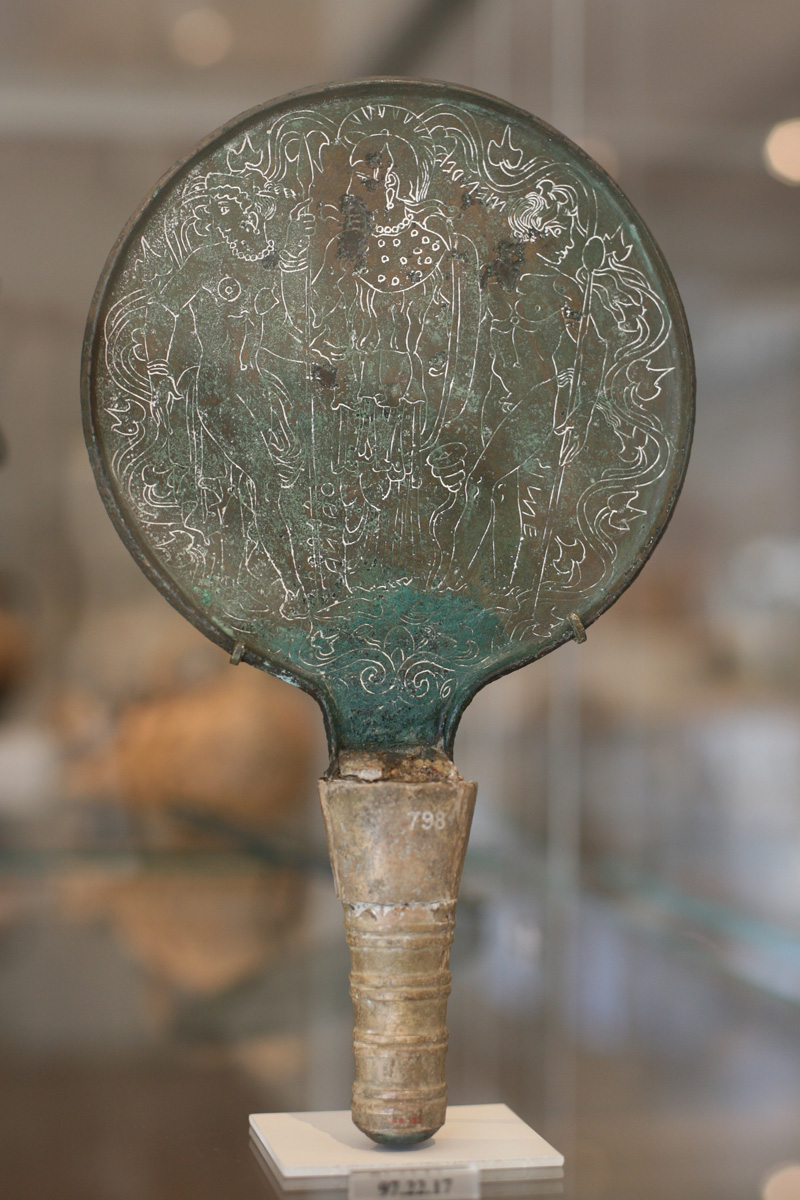
Miroir étrusque au Metropolitan Museum of Art

Le Corpus Speculorum Etruscorum est un projet international visant à publier l'ensemble des miroirs étrusques de bronze connus. Les premiers volumes ont été publiés en 1981 et depuis plus de 25 fascicules sont sortis.

## Origines
La première étude importante et systématique des miroirs étrusques fut celle de Eduard Gerhard, Etruskische Spiegel. L'ouvrage comporte 5 volumes publiés entre 1843 et 1897, le dernier étant publié après le décès de l'auteur.
En 1973 fut prise la décision de créer une nouvelle publication destinée à remplacer l'ouvrage de Gerhard, dépassé.

## Volumes actuellement parus

### Belgique
1. Bruxelles, Institut Royal du Patrimoine Artistique; Courtrai, Museum voor Oudheidkunde en Sierkunst; Gand, Museum voor Oudheidkunde der Rijksuniversiteit; Hamme, Museum Van Bogaert-Wauters; Louvain-la-Neuve, Musée de l'Institut Supérieure d'Archéologie et d'Histoire de l'Art de l'U.C.L.; Morlanwelz, Musée Royal de Mariemont; Collections privées. Roger Lambrechts 1987.

### Danemark
1. Copenhagen, Musée National Danois, Ny Carlsberg Glyptothek. Helle Salskov Roberts.

### Allemagne
1. Berlin, Staatliche Museen, Antikensammlung. Gerald Heres.
2. Dresden, Staatliche Kunstsammlungen, Skulpturensammlung; Leipzig, Museum des Kusthandwerks; Gotha, Schlossmuseum; Jena, Friedrich-Schiller-Universität. Gerald Heres.

### France
1. Paris, Musée du Louvre. Denise Emmanuel-Rebuffat.

### Grande-Bretagne
1. British Museum I. Judith Swaddling 2001.
2. Cambridge. Richard Nicholls 1994.
3. Oxford: Ashmolean Museum, Claydon House, Pitt Rivers Museum. Nancy Thomson de Grummond 2007.

### Pays-Bas
L. Bouke van der Meer. 1983. Leiden: E. J. Brill
1. Amsterdam, Musée Allard Pierson. La Haye, Musée municipal de La Haye. La Haye, Musée Meermanno. Leyde, Rijksmuseum van Oudheden. Nijmegen, Rijksmuseum Kam. Utrecht, Institut archéologique - Université d'État, collection privée "Meer".

### États-Unis
Larissa Bonfante & Richard Daniel De Puma. Ames: Iowa State University Press
1. Midwestern collections
2. Boston and Cambridge, musée des beaux-arts de Boston, Cambridge: Harvard University museums
3. New York, Metropolitan Museum of Art
4. Collections du nord-est

## Sources
- (en) Cet article est partiellement ou en totalité issu de l’article de Wikipédia en anglais intitulé « Corpus Speculorum Etruscorum » (voir la liste des auteurs).